# Mercedes-Benz třídy S
Mercedes-Benz Třídy S (německy S-Klasse) je třída luxusních sedanů vyráběných německou značkou Mercedes-Benz jako vlajková loď. S je zkratka německého „Sonderklasse“ (česky "speciální třída" ve smyslu "třída sobě vlastní"). Oficiálně byl první Mercedes označovaný Třída S až model W116 z roku 1972. Navázal na modely Ponton (1954), Fintail (1959) a W108 (1965). 
Třída S představovala vždy nejnovější inovace firmy, včetně hnacích technologií, interiérových prvků a bezpečnostních systémů. Většina Třídy S se vyrábí v německém Sindelfingenu, dále také v indickém Pune, v indonéském Bogoru a v thajském Samut Prakanu (dříve také v mexickém Santiago Tianguistenco). 
Některé modely vznikají s neprůstřelnými skly a karoserií tzv. „Guard“, s prodlouženým rozvorem náprav coby limuzína „Pullman“, nebo jako odvozená kupé CL.

## Modely

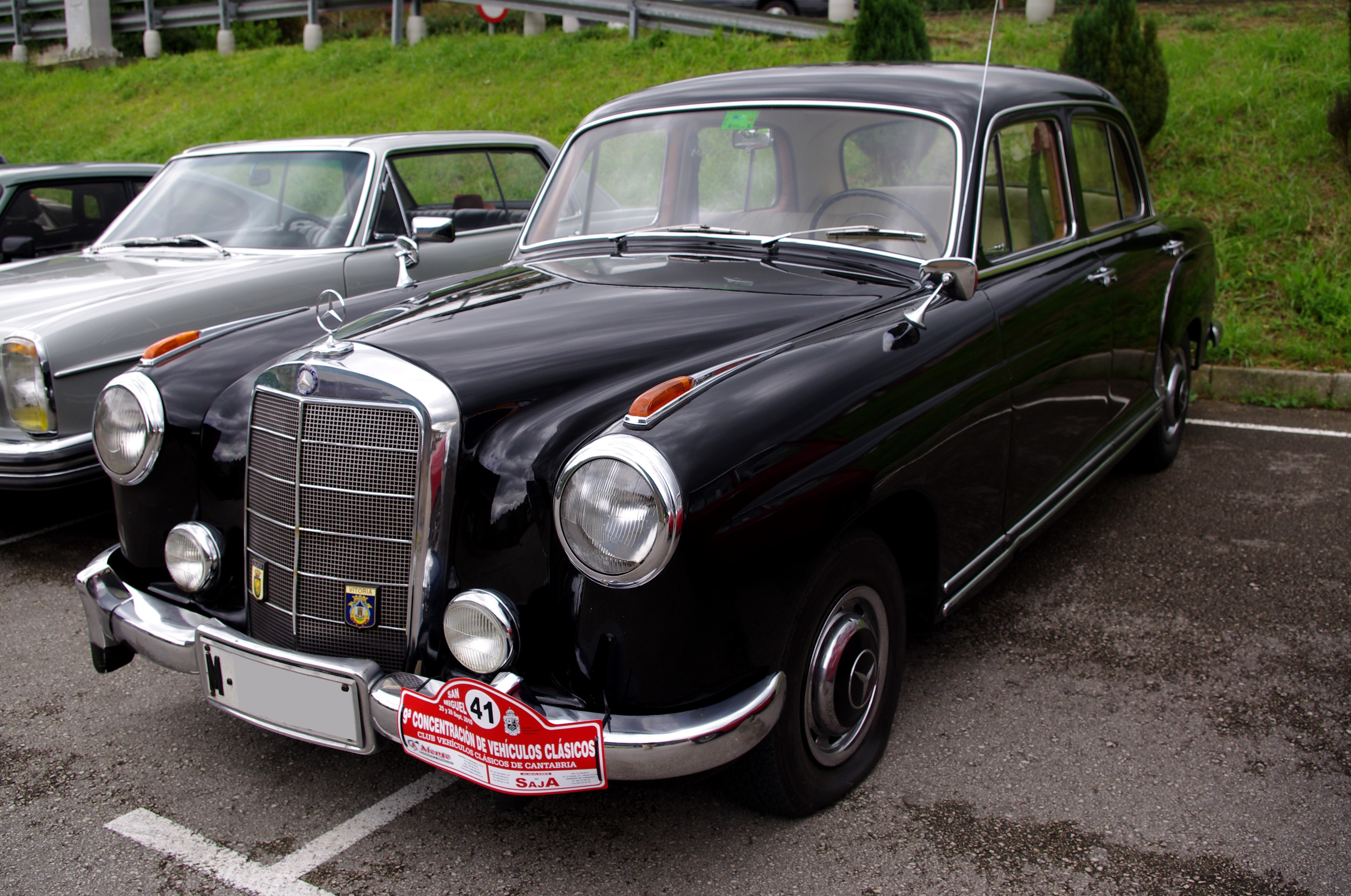
W180/W128 (1954–1960)
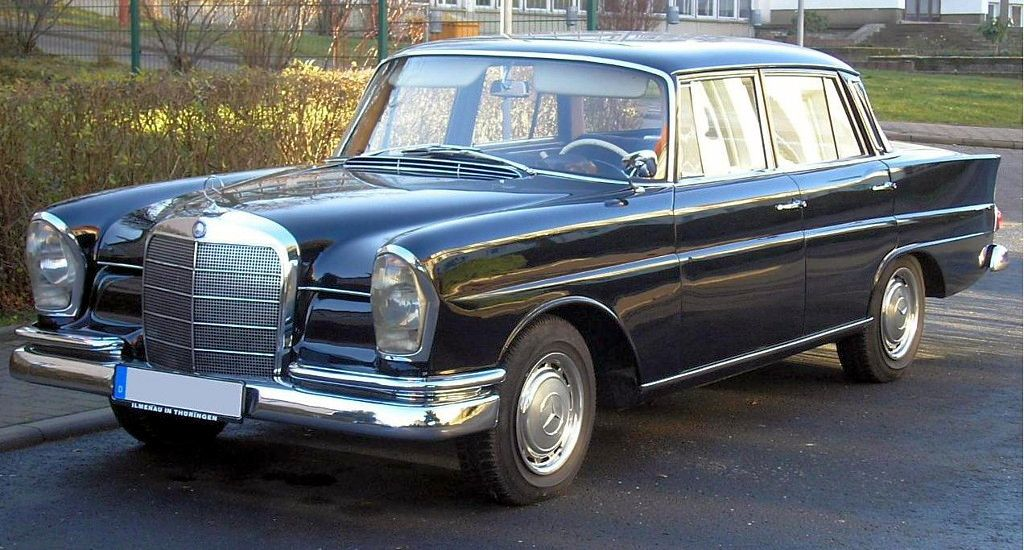
W111/W112 (1959–1968)
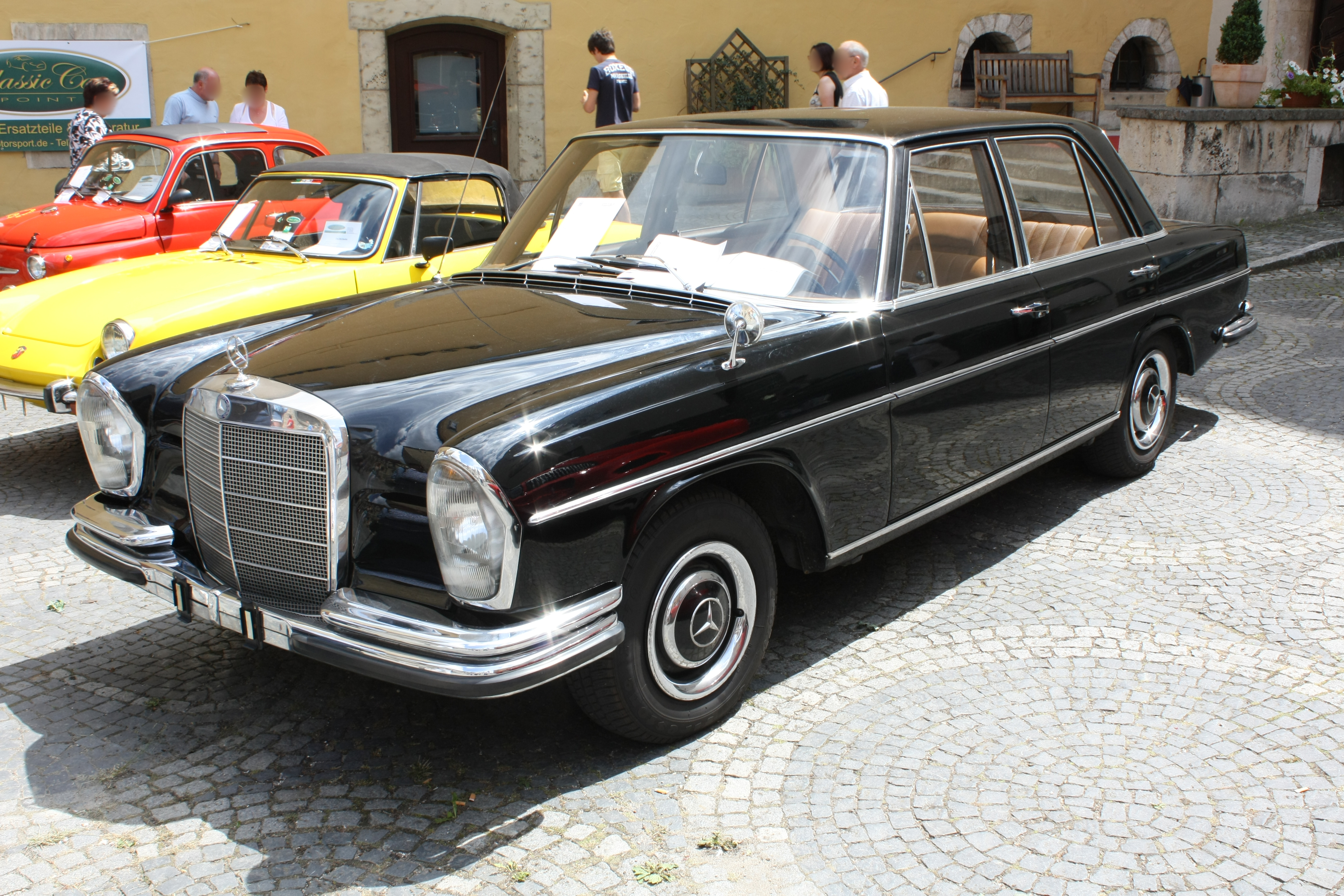
W108 (1965–1972)
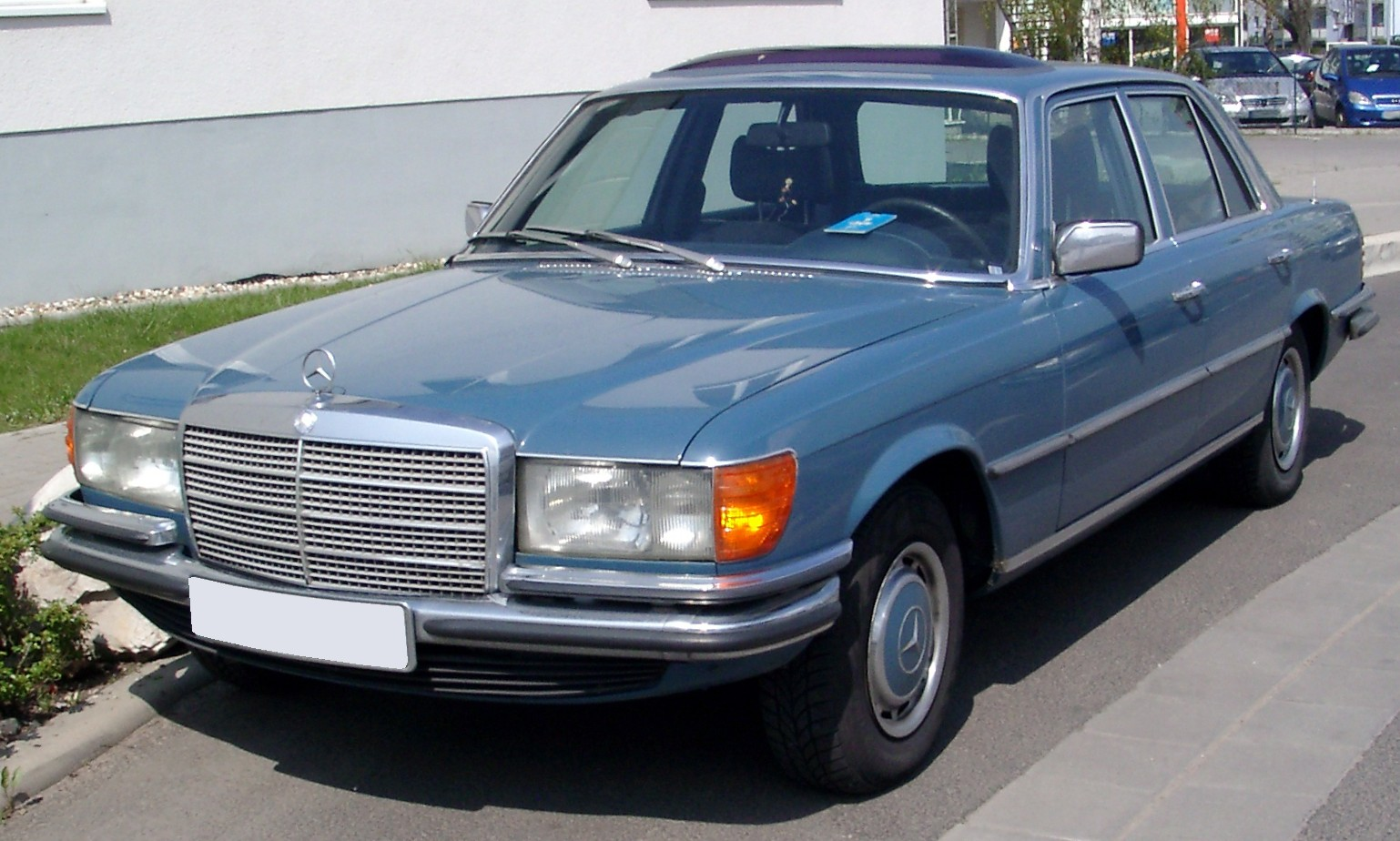
W116 (1972–1980), 2.8-6.9L V8
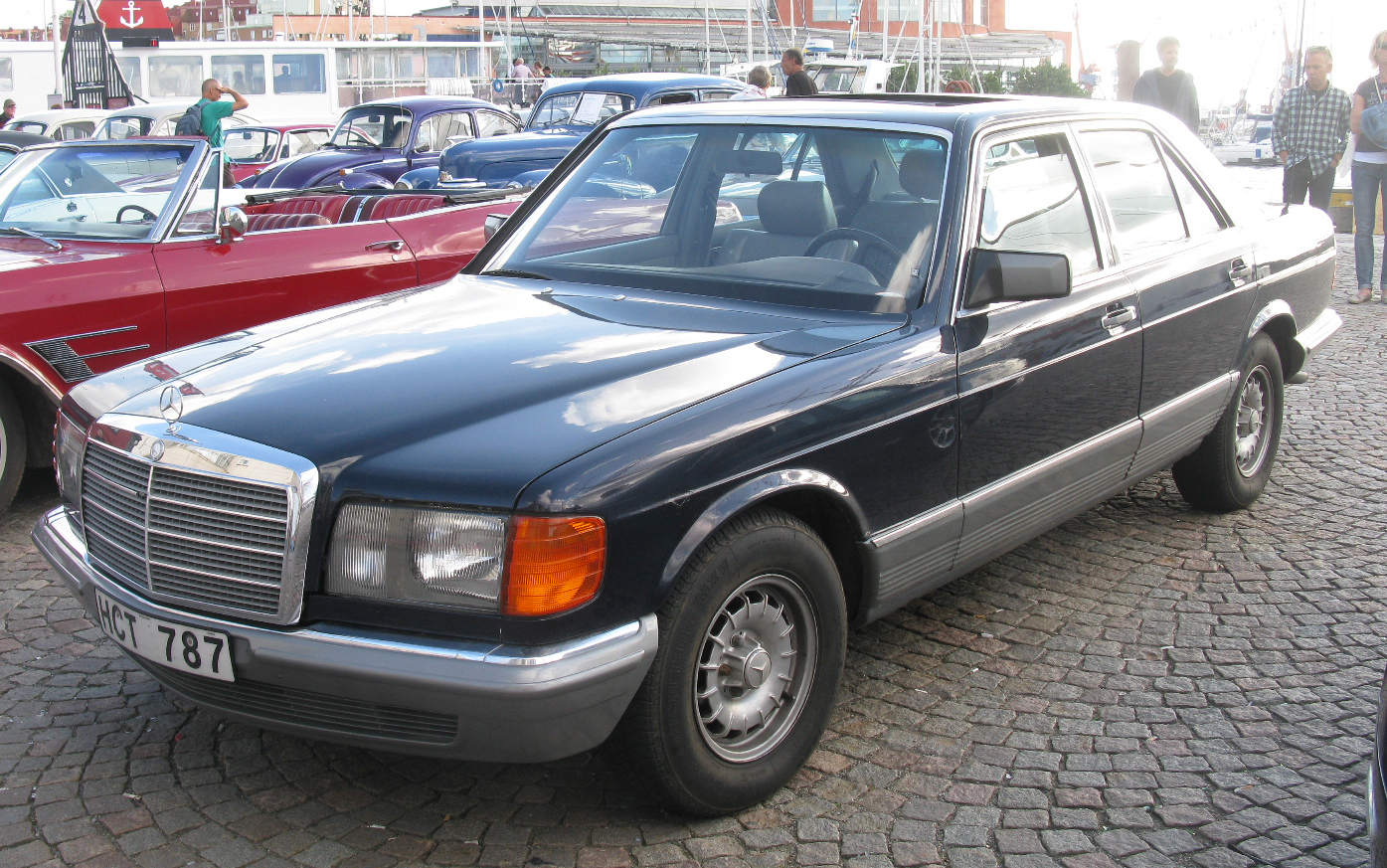
W126 (1979–1992), 2.6-5.6L V8
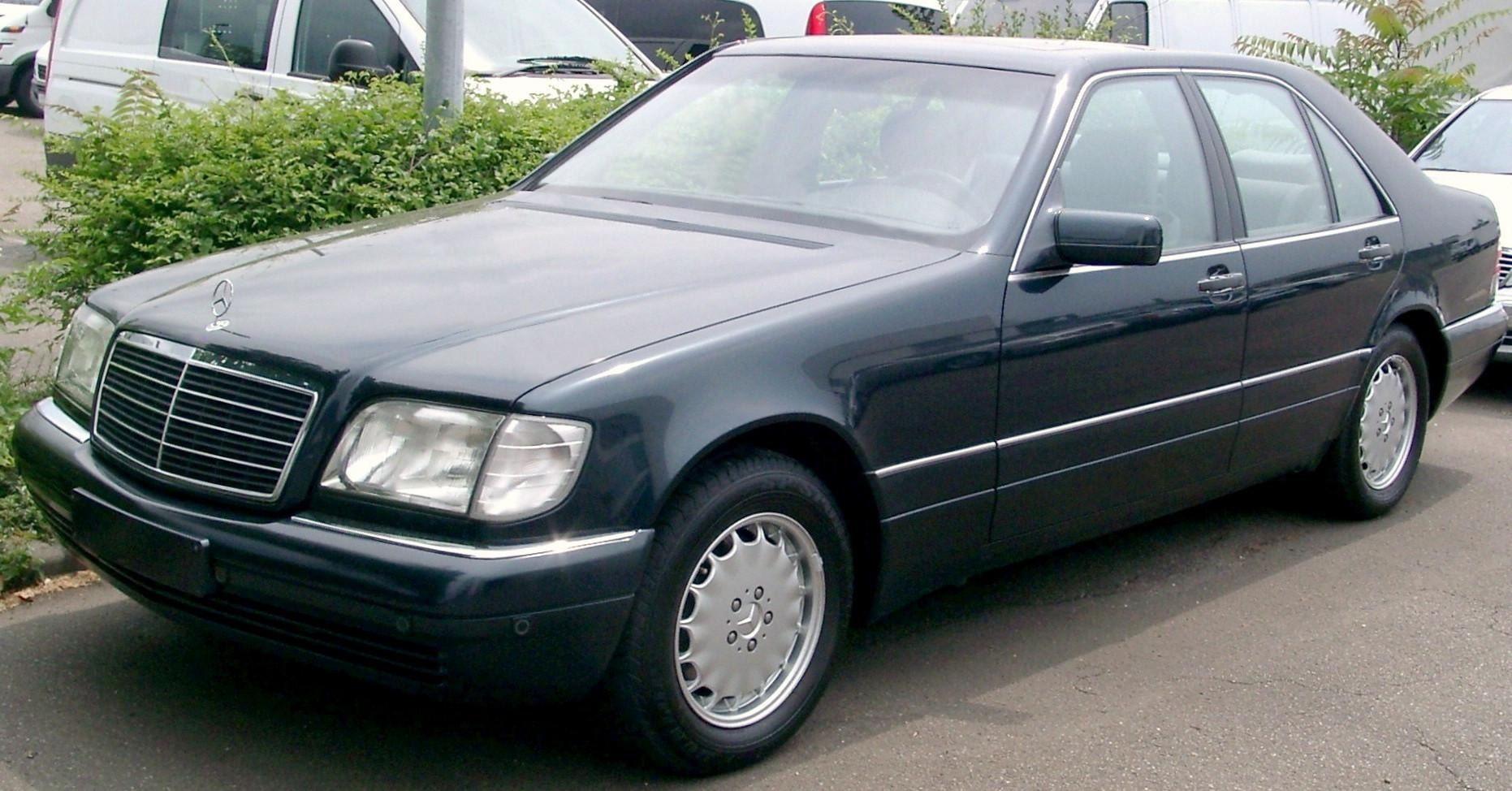
W140 (1991–1998), 2.8-6.0L V12
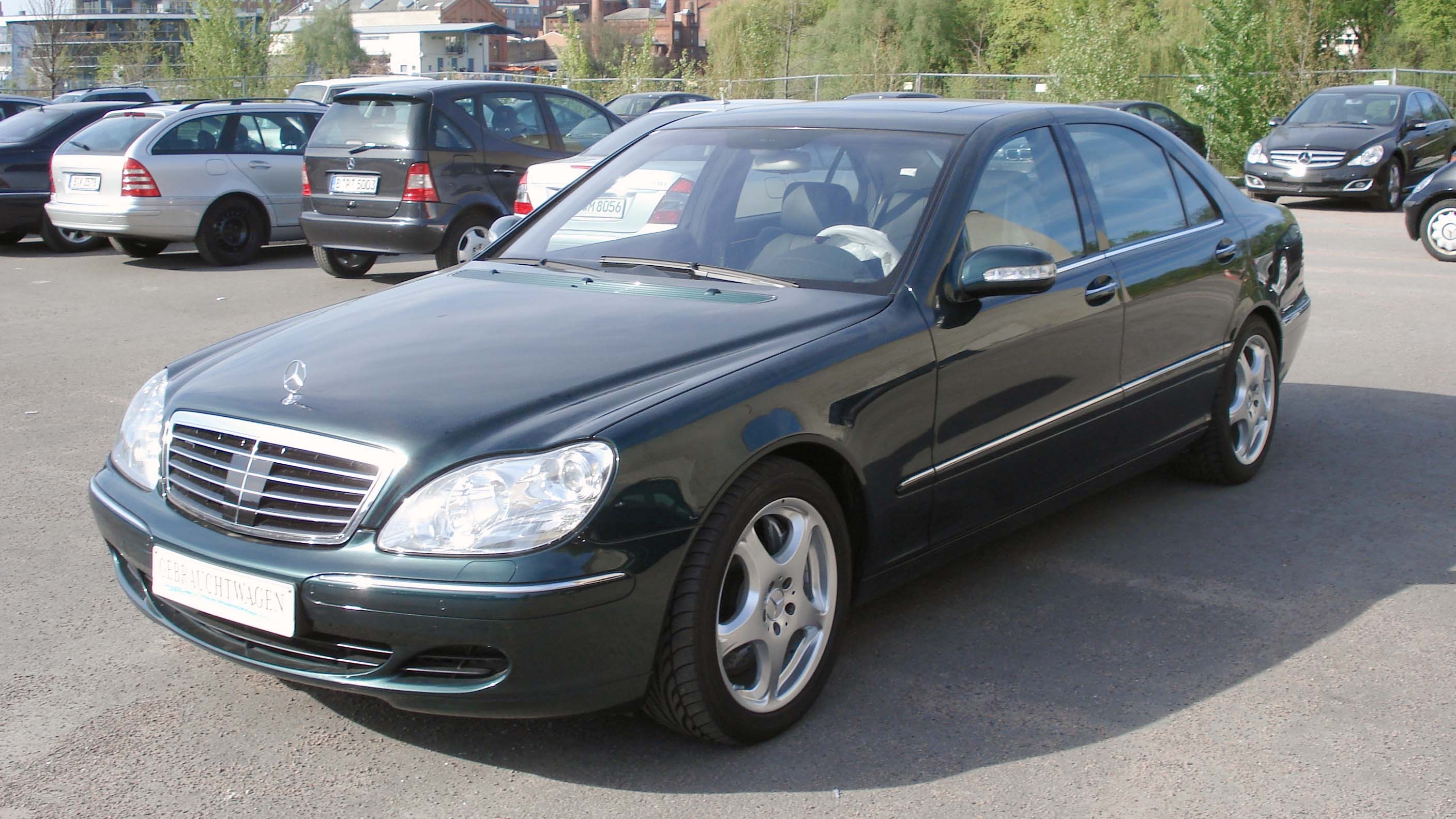
W220 (1998–2005), 2.8-6.3L V12
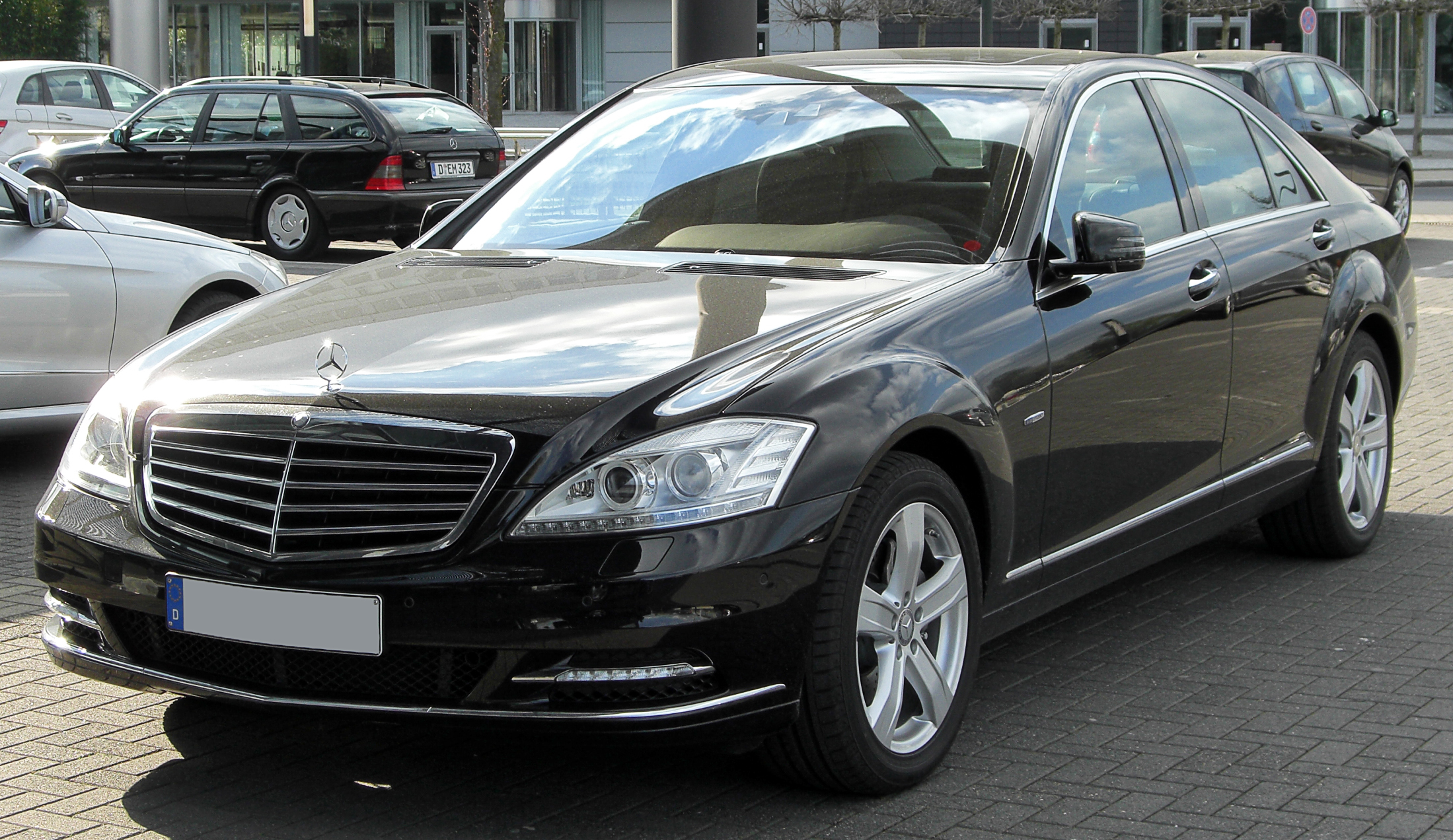
W221 (2005–2013), 2.1-6.2L V12
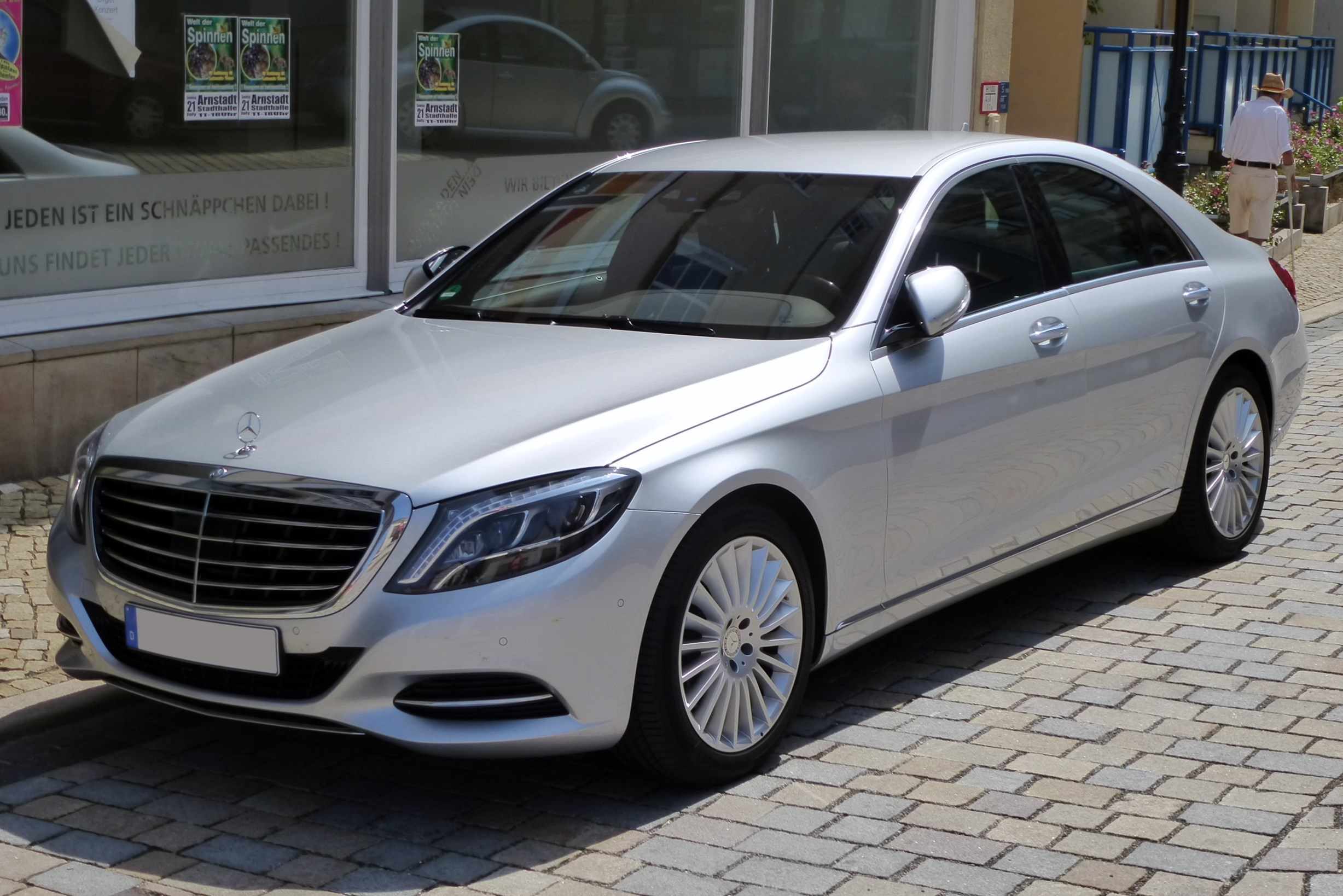
W222 (od 2013), 2.1-6.2L V12
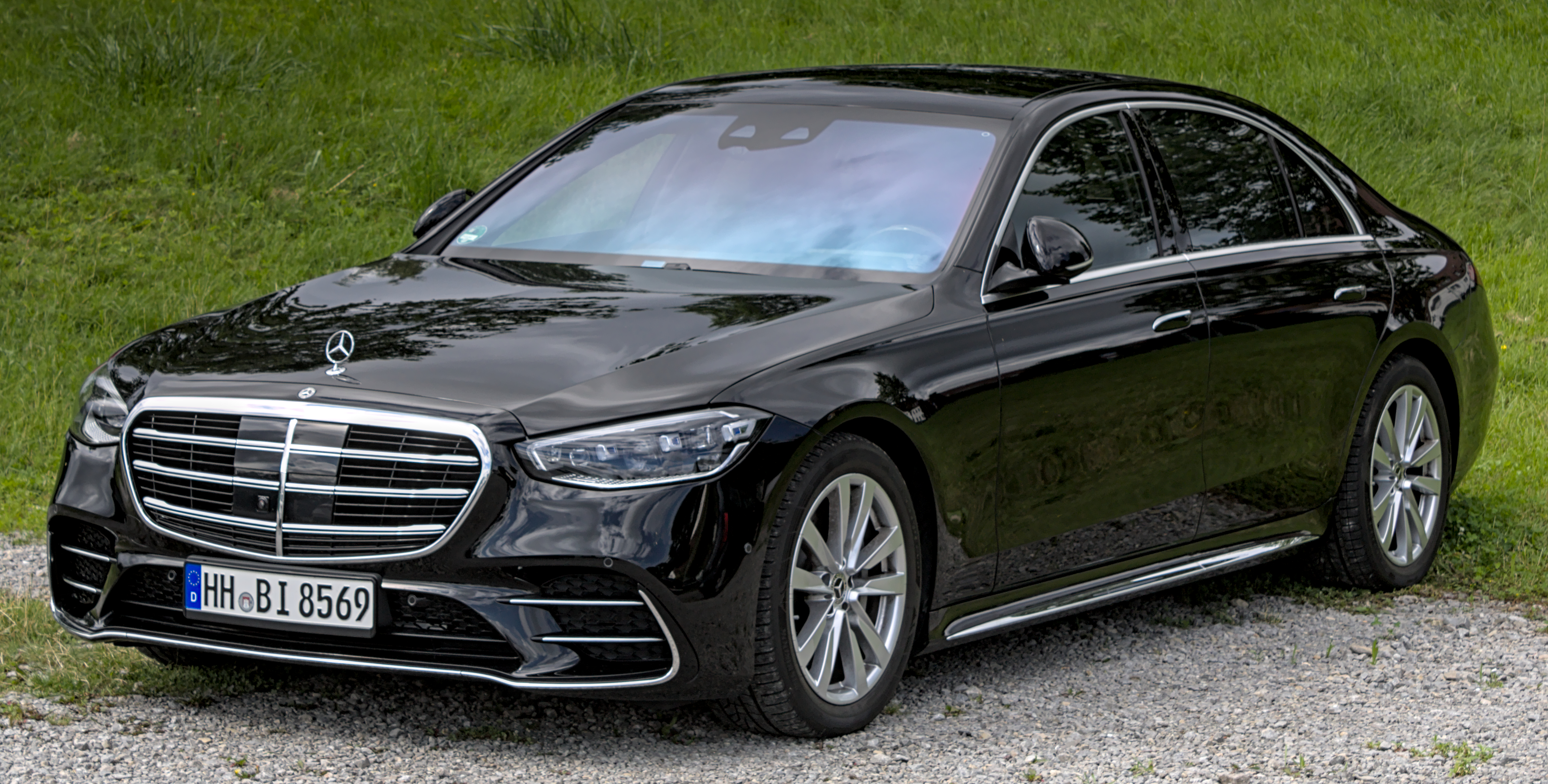
W223 (od 2020), 3-6L V8/V12

## Speciální variaty

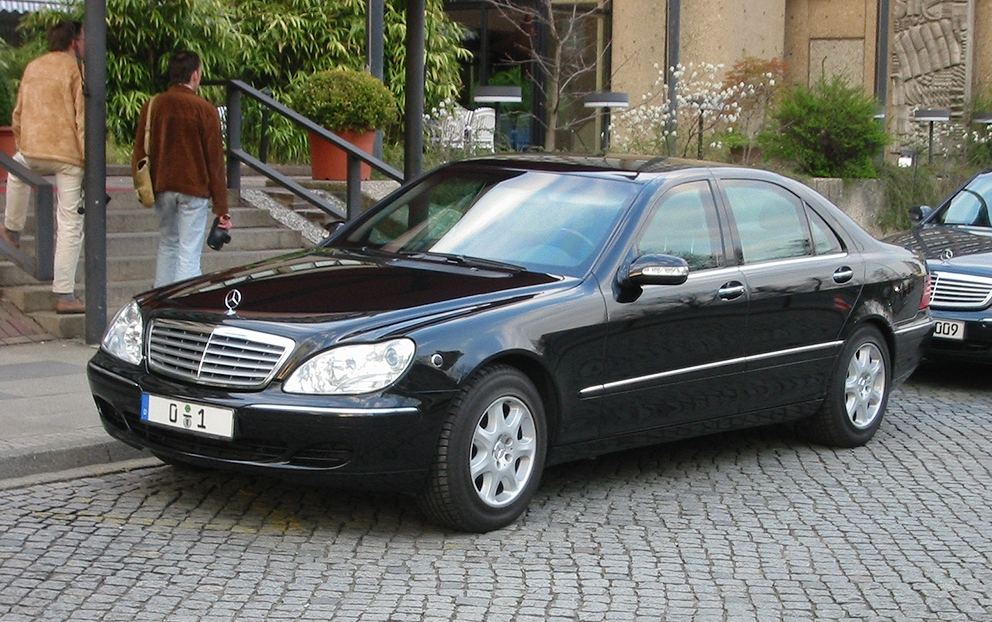
Mercedes-Benz W220 Guard
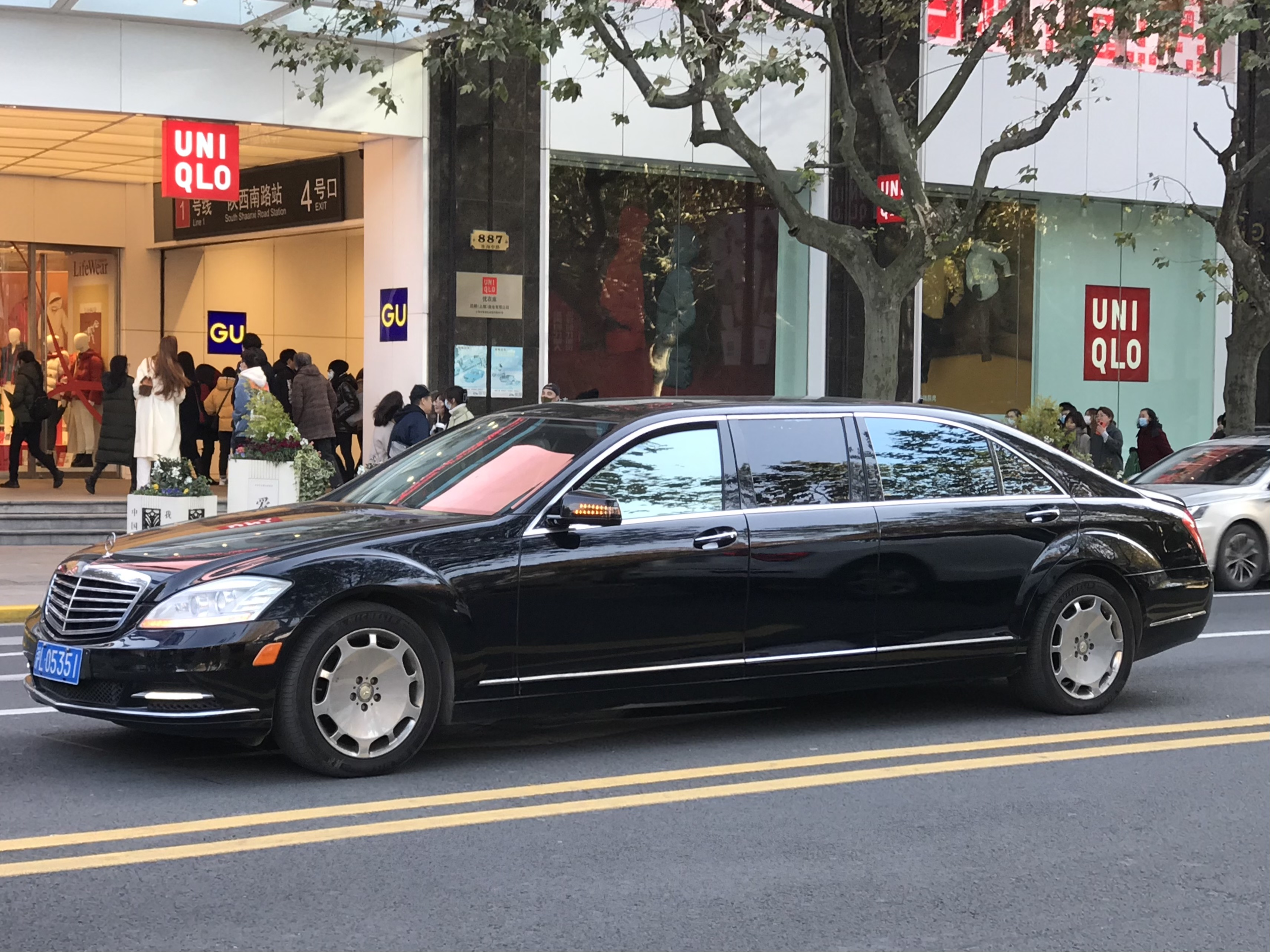
Mercedes-Benz W221 Pullman
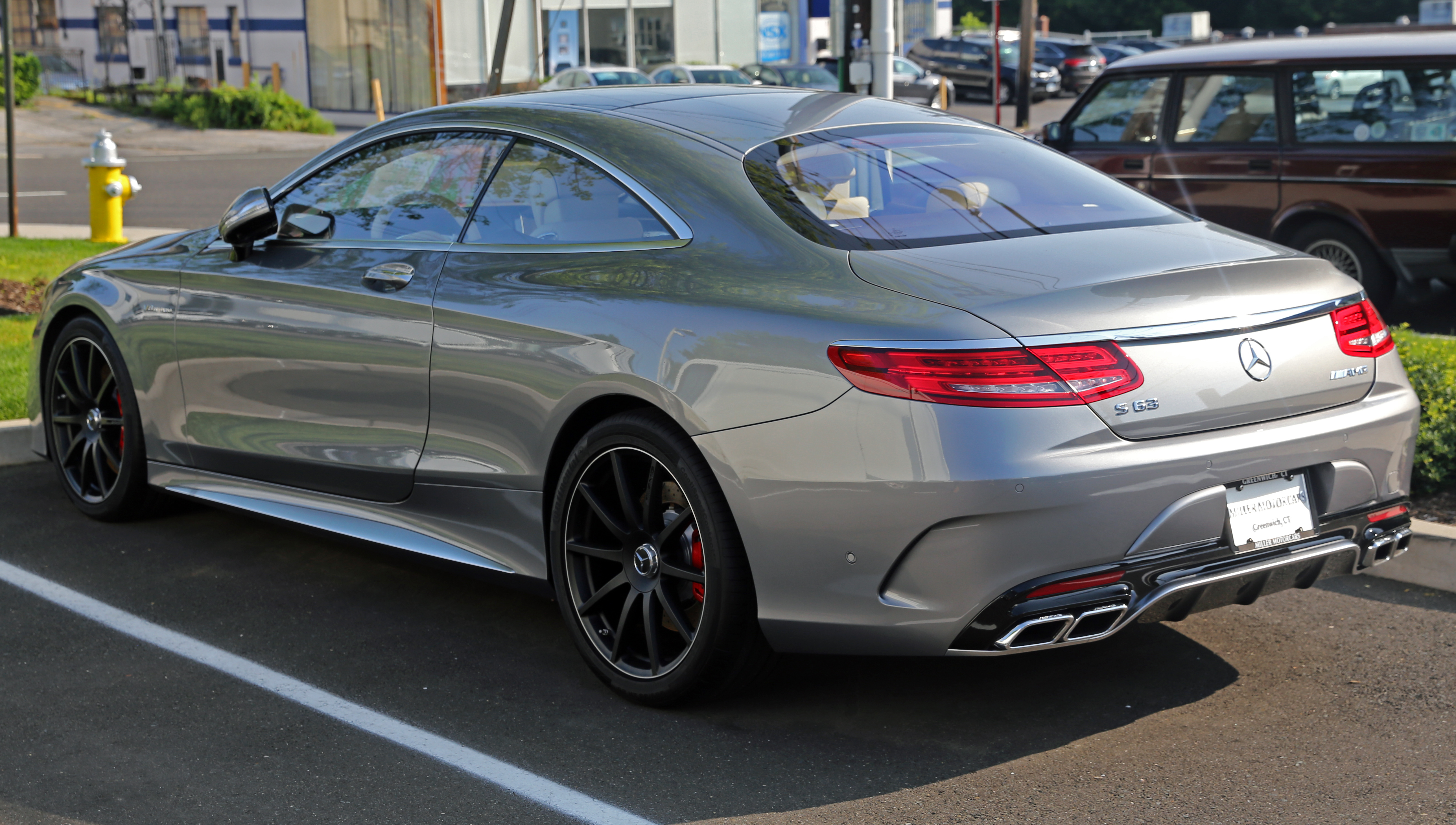
Mercedes-Benz W222 Coupé